# Летиція (королева Іспанії)
Лет́иція Ортіс Рокасолано (ісп. Letizia pronounced: [leˈtiθja oɾˈtiθ rokasoˈlano]; нар. 15 вересня 1972) — королева Іспанії (у шлюбі з Філіпом VI), журналістка, телеведуча та письменниця.
Летиція походила з родини середнього достатку. Вона працювала журналісткою на ABC і EFE, перш ніж стати ведучою новин на CNN+ і Televisión Española. У 1998 році вона одружилася з Алонсо Герреро Пересом, з яким розлучилася наступного року. У 2004 році Летиція стала дружиною Феліпа, тодішнього принца Астурійського як сина та спадкоємця короля Хуана Карлоса I. У пари є дві доньки Леонор і Софія. Як принцеса Астурійська, Летиція представляла свого тестя в Іспанії та за кордоном. Після зречення Хуана Карлоса в червні 2014 року Феліп став королем, зробивши Летицію королевою-консортом.
Як дружина правлячого монарха, Летиція не має власних конституційних функцій, бо це заборонено конституцією, якщо вона не бере на себе роль регентки. У цьому сенсі королева виконує публічні зобов’язання, представляючи Корону, часто зі своїм чоловіком, але вона зосереджена на тому, щоб бути патронесою, президенткою або членом численних благодійних організацій та організацій, і вона є видимим обличчям міжнародного співробітництва Іспанії, часто подорожуючи по всьому світу, наглядаючи за цим і просуваючи його.

## Родина
Летиція Ортіс Рокасолано народилася 15 вересня 1972 року в санаторії Міньор в Ов’єдо, Астурія, старша дочка Хесуса Хосе Ортіса Альвареса, журналіста, та його першої дружини Марії де ла Паломи Рокасолано Родрігес, дипломованої медсестри та представниці профспілки лікарні. У неї є дві молодші сестри Тельма (нар. 1973) і Еріка (1975–2007). Еріка покінчила життя самогубством через навмисне передозування наркотиків, коли Летиція була вдруге вагітна.
Батьки Ортіс розлучилися в 1999 році. 18 березня 2004 року її батько повторно одружився в Мадриді з колегою-журналісткою Аною Тогорес.
Дідусем і бабусею Ортіса по батьковій лінії були Хосе Луїс Ортіс Веласко (бл. 1923–2005), комерційний службовець в Оліветті; та Марія дель Кармен «Менчу» Альварес дель Валле (1928–2021), радіомовниця в Астурії понад 40 років. Її дід по материнській лінії був Франсіско Хуліо Рокасолано Камачо (1918–2015), механік і водій таксі в Мадриді понад 20 років, який мав французьке та окситанське походження. Бабуся Летиції по материнській лінії, Енрікета Родрігес Фігередо (1919–2008), була інсуларес (кріолло), білою філіппінкою, яка походила з Філіппін і народилася в сім’ї іспанців.
Британські генеалоги надали докази того, що через родовід своєї матері Рокасолано Ортіс походить від Асторга Рокесулана (померла приблизно в 1564 р.), а її герб містить герб родини Рокасолано. Звіти припускають – і залишаються недоведеними – що з боку її діда по батьківській лінії вона є нащадкою родини без титулу, яка походить від середньовічної знаті, яка служила констеблями Кастилії.

## Освіта і кар'єра
Ортіс відвідувала школу Ла Ґеста в Ов'єдо, перш ніж її сім'я переїхала в Рівас-Васіамадрід поблизу Мадрида, де вона відвідувала середню школу Раміро де Маезту. Вона отримала ступінь бакалавра журналістики в Мадридському університеті Комплутенсе, а також ступінь магістра аудіовізуальної журналістики в Інституті досліджень аудіовізуальної журналістики.
Під час навчання Ортіс працювала в астурійській щоденній газеті La Nueva España, а пізніше в газеті ABC і національному інформаційному агентстві EFE. Отримавши ступінь магістра, вона поїхала до Гвадалахари, Мексика, де працювала в газеті Siglo 21 і почала працювати над докторським дослідженням. Проте вона не завершила свою докторську дисертацію, оскільки повернулася до Іспанії. Після повернення до Іспанії вона працювала в іспанській версії економічного каналу Bloomberg, а потім перейшла в новинну мережу CNN+.
У 2000 році Ортіс перейшла на TVE, де почала працювати на каналі новин 24 години. У 2002 році вона була ведучою щотижневої програми новин Informe Semanal, а пізніше щоденної ранкової програми новин Telediario Matinal на TVE 1. У серпні 2003 року, за кілька місяців до заручин із Феліпе, принцом Астурійським, Ортіс отримала підвищення до ведучої щоденної вечірньої програми новин TVE Telediario 2, найпопулярнішої програми новин в Іспанії. У 2000 році вона репортажувала з Вашингтона, округ Колумбія, про президентські вибори. У вересні 2001 року вона вела пряму трансляцію з гіпоцентру після терактів 11 вересня в Нью-Йорку, а в 2003 році вона подала звіти з Іраку після війни. У 2002 році вона надіслала кілька репортажів з Галісії на півночі Іспанії після екологічної катастрофи, коли затонув нафтовий танкер «Престиж».

## Перший шлюб
Ортіс одружилася з Алонсо Герреро Пересом (народився в 1962 році), письменником та вчителем літератури середньої школи, 7 серпня 1998 року на простій цивільній церемонії в Альмендралехо, Бадахос, після 10 років залицянь. Шлюб було розірвано розлученням у 1999 році.

## Другий шлюб і діти
1 листопада 2003 року, на подив багатьох, королівський дім оголосив про заручини Ортіс із принцом Феліпе. Після цього вона переїхала жити в крило палацу Сарсуела до дня свого весілля. Принц Астурійський зробив їй пропозицію, подарувавши обручку з діамантом 16 багетів і оздобленням з білого золота. Вона відзначила цю подію, подарувавши йому запонки з білого золота та сапфірів і класичну книгу.

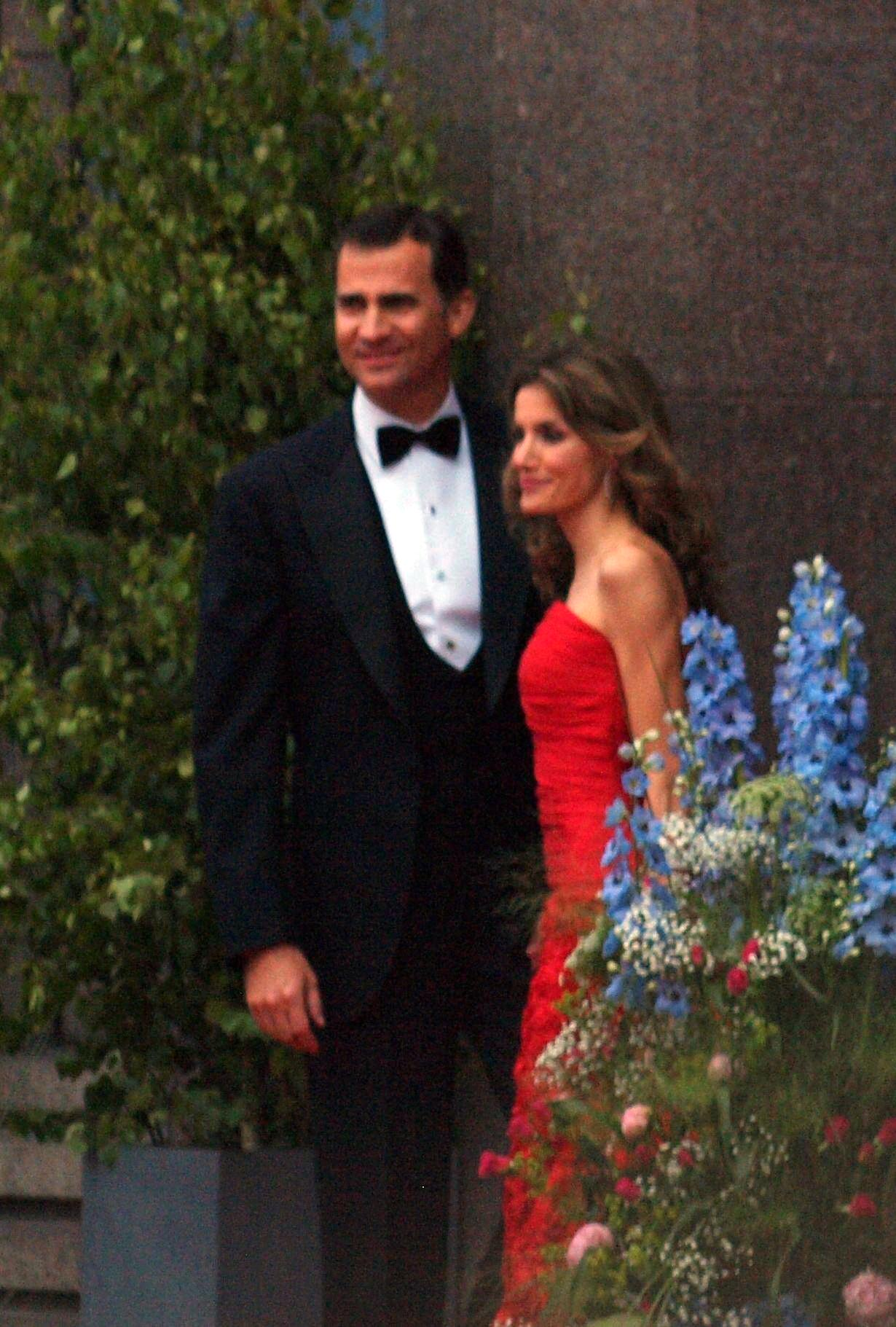
Принц і принцеса Астурійські на весіллі кронпринцеси Вікторії та Даніеля Вестлінга в 2010 році

Вінчання відбулося 22 травня 2004 року в соборі Альмудена в Мадриді. Це було перше королівське весілля в цьому соборі. Минуло майже століття з того часу, як столиця святкувала королівське весілля, як батьки принца одружилися в Афінах, а його сестри, інфанта Єлена та інфанта Крістіна, взяли шлюб у Севільї та Барселоні відповідно. Весільну сукню Летиції розробив іспанський модельєр Мануель Пертегас, її весільні туфлі — Пура Лопес; а вуаль, подарунок нареченого, була виконана з білого шовкового тюлю та вручну вишита деталями. Оскільки попередній шлюб Летиції передбачав лише цивільну церемонію, католицька церква не вважає його канонічно дійсним і тому не вимагала анулювання, щоб продовжити католицький шлюб із принцом Астурійським.
У шлюбі Летиція народила двох доньок: Леонор, принцесу Астурійську (31 жовтня 2005) та інфанту Софію (29 квітня 2007) в міжнародній лікарні Ruber у Мадриді. Хрестини Леонор відбулися 14 січня 2006 року, Софії — 15 липня 2007 року.

## Принцеса Астурійська (2004–2014)

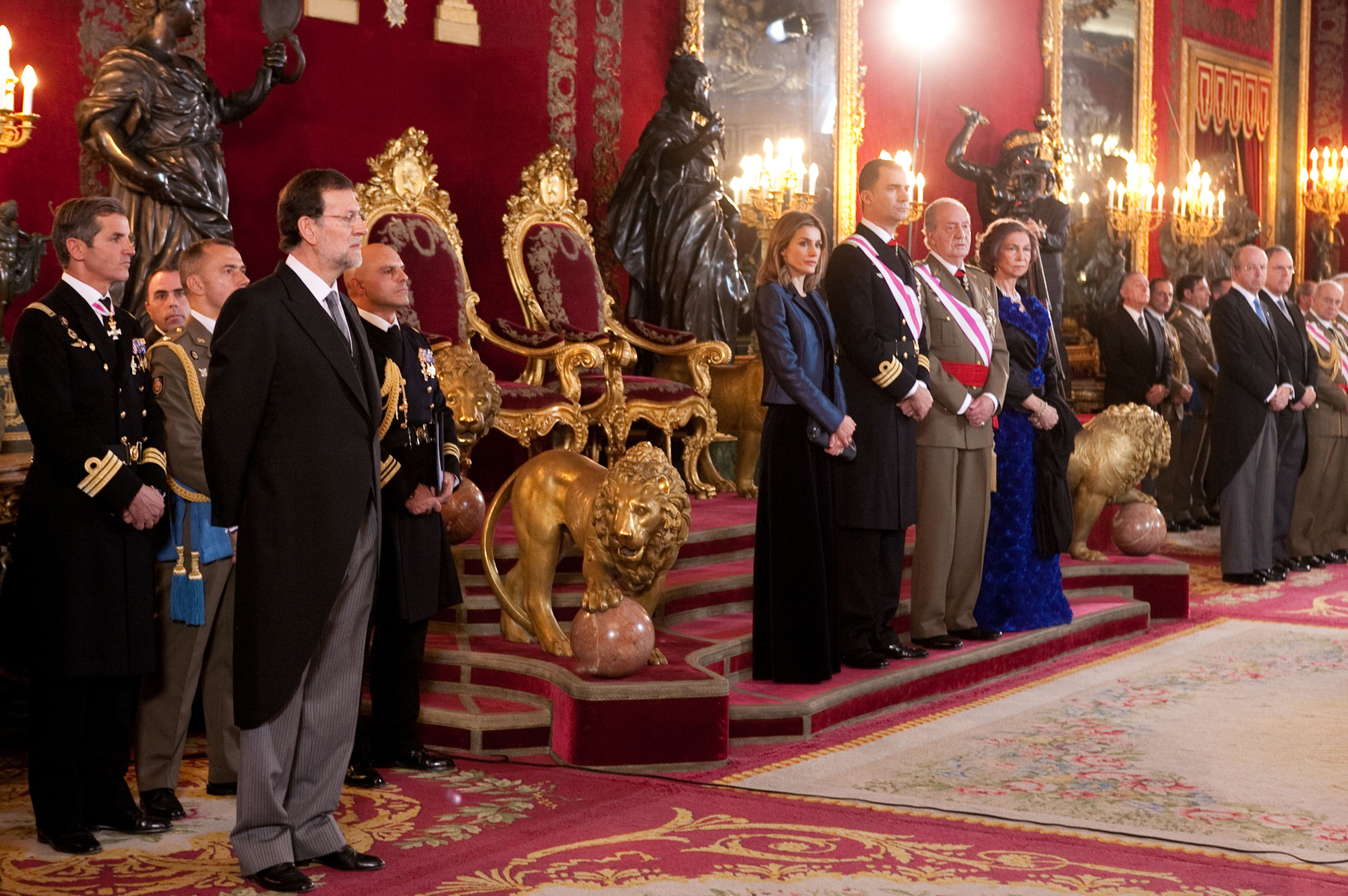
Король Хуан Карлос і королева Софія з принцом і принцесою Астурійськими в Pascua Militar 2009 року.

Принцеса Летиція негайно приєдналася до виконання обов'язків свого чоловіка та багато подорожувала Іспанією, представляючи інтереси свого свекра. Вони також представляли Іспанію в інших країнах: разом із чоловіком вона відвідала Йорданію, Мексику, Перу, Угорщину, Домініканську Республіку, Панаму, США, Сербію, Бразилію, Уругвай, Швецію, Данію, Японію, Китай та Португалію. Вона також привітала міжнародних високопосадовців разом з іншими членами королівської сім’ї та відвідала зустрічі іноземних членів королівської сім’ї в Люксембурзі на срібну річницю весілля Великого Герцога Анрі та Великої Герцогині Марії Терези та в Нідерландах на 40-й день народження Віллема-Олександра, принца Оранського.
Про сольну програму Летиції було оголошено в 2006 році, незабаром після оголошення про її другу вагітність. Летиція виступала в декількох аудиторіях, і її робота зосереджена на соціальних питаннях, таких як права дітей, рідкісні захворювання, культура та освіта. Наприкінці 2007 року її сольна програма почала зростати в кількості заходів, які вона виконувала сама, а програми Феліпе та Летиції стали більш чіткими та розділеними.
У вересні 2010 року Іспанська асоціація проти раку (AECC) призначила її почесною президенткою Асоціації та її наукового фонду.
Королева-консорт була присутня, коли король Хуан Карлос I дарував своєму синові, королю Феліпу VI, пояс генерал-капітана збройних сил (що символізує передачу королівської та військової влади), а також коли Феліп присягнув перед Генеральними кортесами виконувати свої обов'язки, захищати Конституцію, а також поважати права громадян та іспанських регіонів.
23 червня 2014 року на урочистому відкритті виставки Ель Греко та сучасного живопису в музеї Прадо в Мадриді королева Летиція здійснила свою першу самостійну участь у ролі королеви. 25 червня 2014 року король призначив Хосе Мануеля де Зулета-і-Алехандро, 14-го герцога Абрантеса, її особистим секретарем.
Під час своєї першої закордонної поїздки як король і королева Феліпе та Летиція зустрілися з Папою Франциском 30 червня 2014 року в Апостольському палаці. Пізніше вони зустрілися з кардиналом Державним секретарем П’єтро Пароліном у супроводі монс. Антуан Камільєрі, заступник міністра у справах відносин з державами. Цей візит відбувся після візиту короля Хуана Карлоса I і королеви Софії 28 квітня.
У вересні 2014 року Летиція очолила Королівську раду з питань інвалідності, державну установу, що захищається Короною, президентом якої є дружина правлячого монарха.

## Королева Іспанії

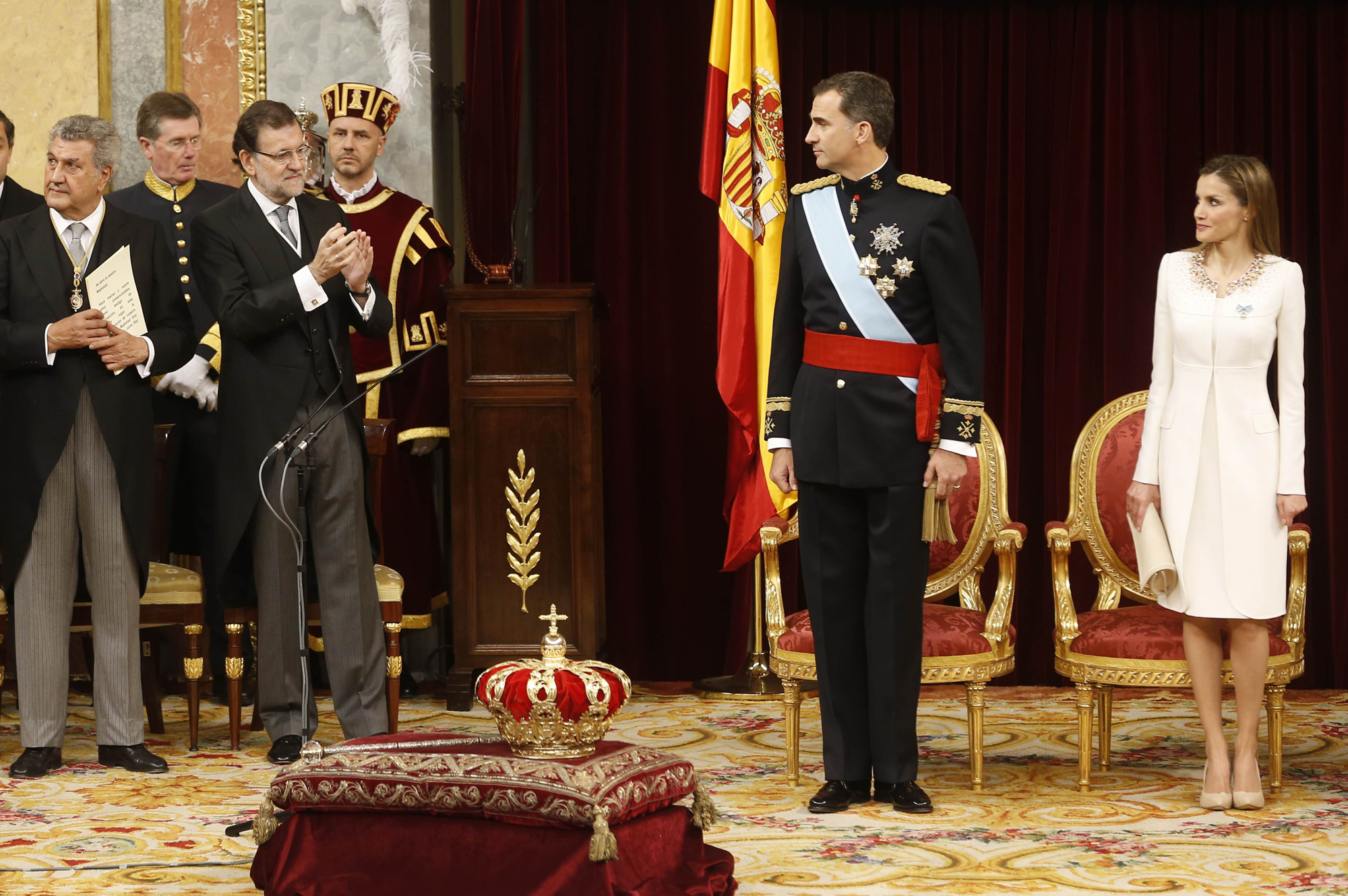
Феліпе та Летиція під час проголошення нового суверена перед іспанським парламентом.

19 червня 2014 року Летиція стала королевою Іспанії, коли її чоловік став Феліпом VI; як така, вона дотримується звертання величності. Вона є першою королевою іспанського походження після Мерседес Орлеанської, першої дружини Альфонса XII, у 1878 році. Вона також є першою іспанською королевою, яка народилася простолюдинкою.

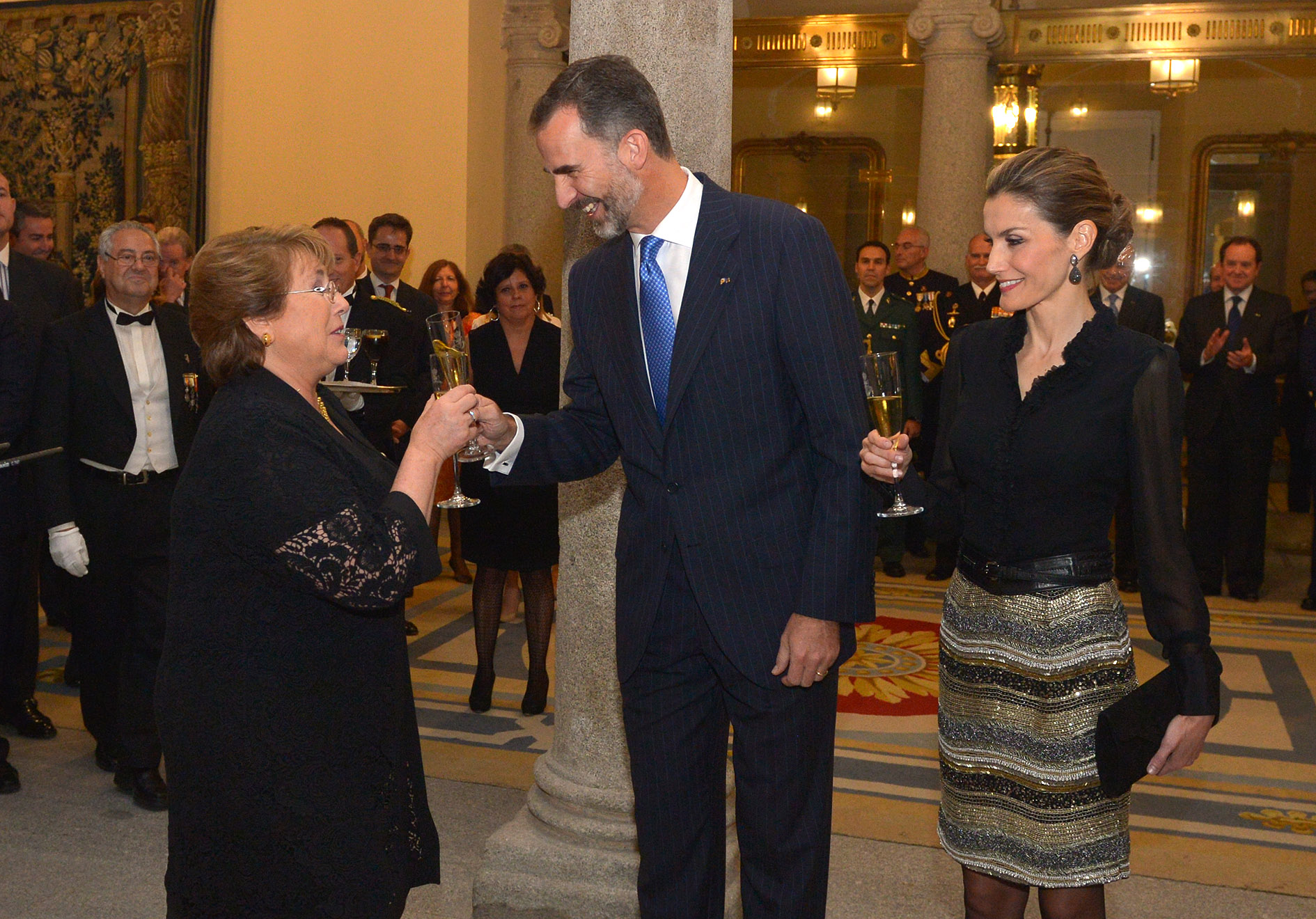
Король і королева на офіційному прийомі, який президент Чилі Мішель Бачелет влаштувала під час свого державного візиту до Іспанії.

25 жовтня 2014 року вона відвідала церемонію вручення нагород принца Астурійського, останню з такою назвою. З 2015 року вони були перейменовані на «Премії принцеси Астурійської», а їх президентом стала Леонор, принцеса Астурійська.
27 жовтня 2014 року вона поїхала до Відня, Австрія, щоб урочисто відкрити виставку про іспанського художника Дієго Веласкеса, що ознаменувало її перший міжнародний сольний візит. Там вона познайомилася з президентом Австрії Хайнцом Фішером і його дружиною Маргіт Фішер. Це був не останній її самостійний закордонний візит того року, вона відвідала Португалію в листопаді на церемонії закриття 2-ї Іберо-американської зустрічі з рідкісних захворювань та Італію для участі у Другій міжнародній конференції з питань харчування, організованій Продовольчою та сільськогосподарською організацією ООН, де вона виступила з основною промовою. У своїй промові вона високо оцінила роль жінок у боротьбі з голодом, назвавши «неприпустимим» те, що понад 850 мільйонів людей у світі страждають від голоду, і вимагала, щоб харчова промисловість збалансувала свої «комерційні інтереси» з її «відповідальністю» для викорінення ожиріння.
У грудні 2014 року вона очолила загальні збори Іспанської асоціації проти раку, асоціації, яку вона очолює з 2010 року і як королева продовжує працювати.
Протягом 2015 року Летиція продовжувала підтримувати соціальні заходи, пов’язані з відповідними захворюваннями, відвідуючи заходи та зустрічі Іспанської асоціації проти раку, Іспанської федерації рідкісних захворювань та Іспанського Червоного Хреста тощо.
Король і королева запланували свій перший державний візит на березень 2015 року до Франції. Однак 24 березня 2015 року їм довелося відкласти візит через те, що пілот рейсу 9525 компанії Germanwings навмисно розбив літак у Французьких Альпах, убивши 150 людей, у тому числі 51 іспанця. Вони відновили державний візит на початку червня, їх вітав президент Франції Франсуа Олланд. Вони також зустрілися з прем’єр-міністром Мануелем Вальсом, президентом Сенату Франції Жераром Ларше, президентом Національних зборів Клодом Бартолоне та мером Парижа Анн Ідальго.
13 квітня 2015 року королева Летиція відвідала Артилерійську академію, що стало її першим окремим військовим заходом. Через кілька днів вона поїхала з чоловіком до Копенгагена, Данія, щоб відзначити 75-річчя королеви Маргрете II.

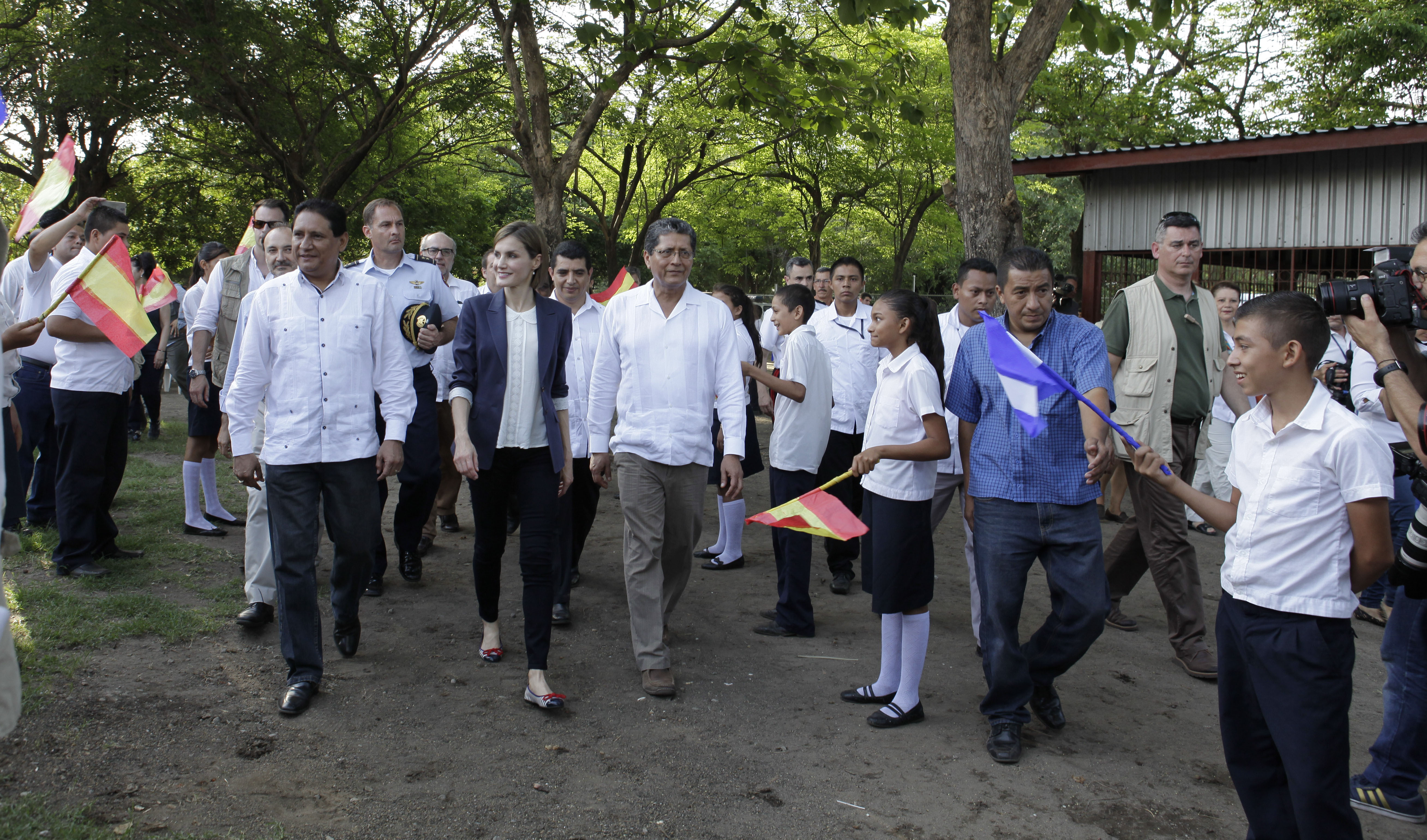
Королева Летиція під час візиту до Джікіліско, Сальвадор

З 25 по 28 травня 2015 року Летиція здійснила свій перший міжнародний візит до Гондурасу та Сальвадору.
У червні 2015 року Летицію було призначено спеціальною амбасадоркою з питань харчування Продовольчої та сільськогосподарської організації ООН. Наприкінці цього місяця, після подорожі до Франції, вона та король здійснили державний візит до Мексики, їхній перший візит до Америки в якості суверенів Іспанії. Вони зустрілися з президентом Мексики Енріке Пенья Ньєто, першою леді Анжелікою Рівера, головою Мехіко Мігелем Анхелем Мансерою та лідерами Конгресу Мексики. Наприкінці липня 2015 року вона сама поїхала до Мілана, Італія, на виставку Expo 2015.
З 14 по 19 вересня 2015 року Король і Королева здійснили офіційний візит до Сполучених Штатів, де вони відвідали американського президента Барака Обаму та його дружину Мішель Обаму та Комітет Сенату США з міжнародних відносин. Пізніше вони поїхали до Луїзіани, де їх прийняли солдати в традиційній формі іспанської Луїзіани, і до Вірджинії, щоб відвідати Маунт-Вернон.
У жовтні 2015 року вона сама поїхала до Дюссельдорфа, Німеччина, щоб урочисто відкрити виставку про іспанського художника Сурбарана. Того місяця вона також супроводжувала короля Феліпа на церемонії нагородження премією принцеси Астурійської, першої з тих пір, як Леонор стала принцесою Астурійською.
Наприкінці 2015 року королева побувала на двох похоронах. По-перше, у листопаді, разом з рештою королівської родини вона відвідала похорон інфанта Карлоса, герцога Калабрійського в Ель-Ескоріалі. По-друге, у грудні вона була на похоронах іспанських поліцейських, які загинули під час нападу на посольство Іспанії в Кабулі в 2015 році.
2016 рік був стриманим для королівської родини . Виборчий процес, який розпочався з загальних виборів 2015 року, а потім загальних виборів 2016 року ускладнив для корони розробку нормального порядку денного. Летиція розпочала 2016 рік, прийнявши в аудиторію різні соціальні організації, такі як Ромський секретаріатський фонд, Асоціація дитячих організацій Іспанії, Асоціація специфічних мовних розладів Мадрида та Іспанський фонд харчування, який інформував королеву про свої цілі, діяльність і проєкти.
У березні 2016 року витік текстових повідомлень між Летицією та бізнесменом Хав’єром Лопесом Мадридом викликав суперечки. Разом з іншими керівниками та членами правління фінансової групи Caja і Bankia Мадрида звинуватили в корупції. У жовтні 2014 року Летиція пообіцяла йому свою підтримку, написавши повідомлення: «Ми знаємо, хто ви, а ви знаєте, хто ми. Ми знаємо один одного, любимо один одного, поважаємо один одного. До біса решту. Цілую подруга з йоги (сумую за тобою!!!)». Феліпе також приєднався, написавши «Ми справді!» Згодом ці тексти опублікувала газета El Diario. Згодом офіційний представник палацу заявив, що король і королева більше не друзі з Лопесом Мадридом через його юридичні проблеми.
Також у березні Летиція здійснила першу з двох міжнародних поїздок, які вона мала в 2016 році. Вона супроводжувала короля Феліпе до Пуерто-Ріко, щоб головувати на 7-му Міжнародному конгресі іспанської мови.
22 квітня 2016 року король і королева дали аудієнцію іспанському фігуристу Хав’єру Фернандесу після перемоги на Чемпіонаті світу 2016 (його другий титул поспіль).
На завершення року наприкінці листопада 2016 року іспанські монархи здійснили державний візит до Португалії, де вони, зокрема, зустрілися з президентом Португалії Марсело Ребелу де Соузою та прем’єр-міністром Антоніу Коштою. Поки король виконував свої конституційні зобов'язання перед португальською владою, королева зустрілася з президентом Португальської ліги проти раку Віктором Велозу.

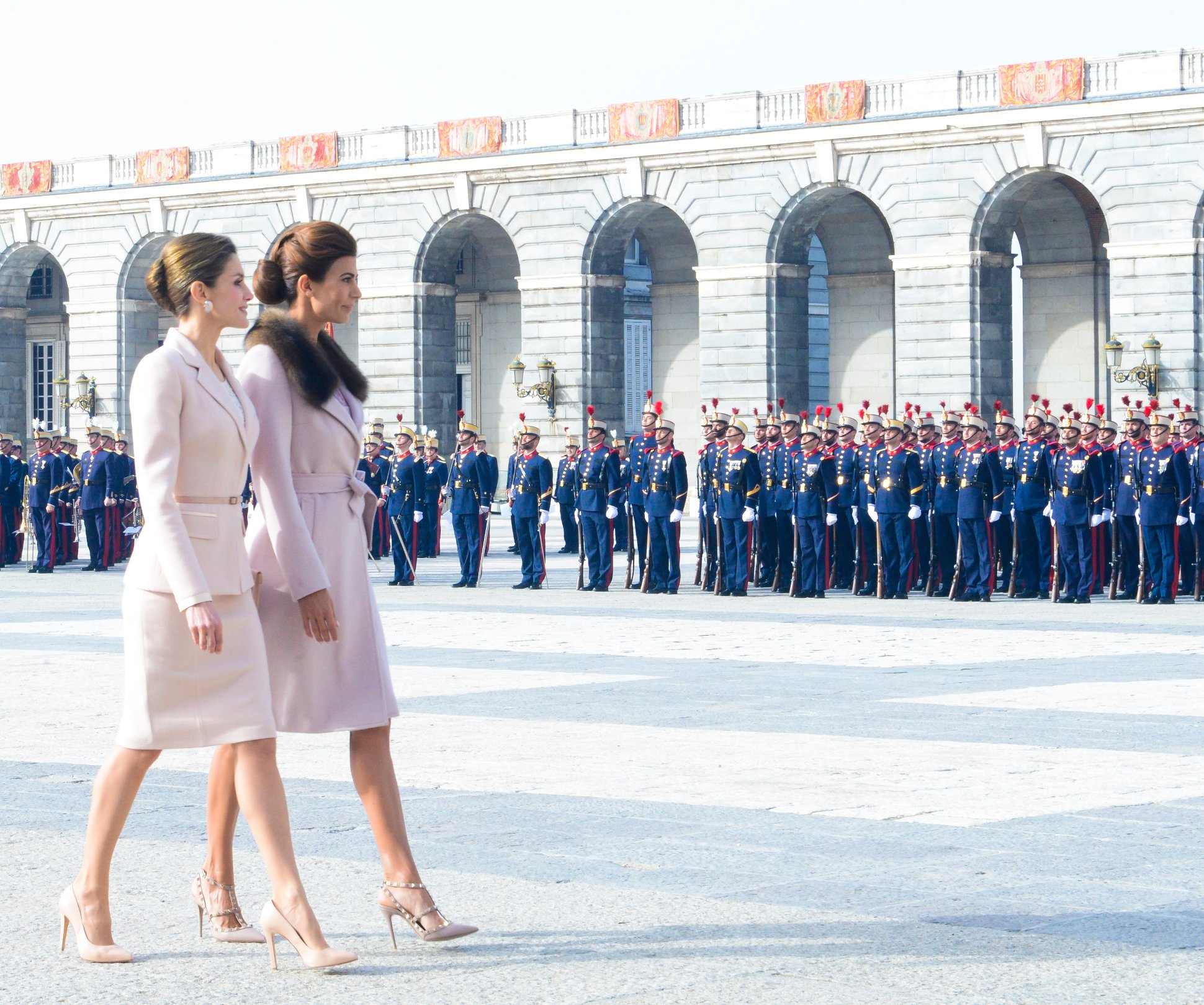
Летиція разом з Джуліаною Авадою, першою леді Аргентини, у 2017 році

2017 рік почався так само, як і минулий, з того, що Летиція зустрілася з деякими відповідними громадськими організаціями, які вона очолювала. У лютому обидва іспанські монархи вітали важливих іноземних лідерів у королівському палаці Сарсуела, таких як президент Німеччини Йоахім Гаук і його дружина Герхільд Радтке та президент Угорщини Янош Адер і його дружина Аніта Герцег. Саме під час зустрічі з цими останніми гостями члени королівської сім’ї дізналися про початкове судове рішення, яке визнало Іньякі Урдангаріна, зятя короля, винним у кількох корупційних злочинах. Сестра короля, інфанта Крістіна, була звільнена від усіх злочинів. На завершення місяця Феліпе та Летиція вітали президента Аргентини Маурісіо Макрі та першу леді Хуліану Аваду під час їхнього державного візиту до Іспанії.
23 березня 2017 року вона здійснила свою першу в цьому році сольну поїздку до Порту, Португалія, щоб взяти участь у 7-й конференції «Тютюн або здоров’я». Там вона зустрілася з президентом Португалії, єврокомісаром з охорони здоров’я та безпеки Вітенісом Андріукайтісом, міністром охорони здоров’я Португалії Адальберто Кампосом Фернандесом і мером Порту Руї Морейра.
У квітні 2017 року королева Летиція та король Феліп здійснили державний візит до Японії. Наприкінці року вони поїхали до Нідерландів, щоб відсвяткувати 50-річчя Віллема-Олександра. У травні вони запропонували обідати йорданській принцесі Муні Аль Хусейн і президенту Португалії. Разом із королем Хуаном Карлосом і королевою Софією вони також святкували 40-річчя Фонду королеви Софії та 10-річчя Центру Фонду Альцгеймера.
У середині липня 2017 року члени іспанської королівської сім'ї здійснили державний візит до Великої Британії, де зустрілися з королевою Єлизаветою II і принцом Філіпом, герцогом Единбурзьким. Вони також возз'єдналися з принцом і принцесою Вельськими, Чарльзом і Камілою.
31 жовтня 2018 року королева з гордістю стала свідком першого публічного виступу своєї старшої дочки, принцеси Леонор, яка зачитала першу статтю Конституції Іспанії під час святкування 40-ї річниці Великої хартії вольностей. Через рік, 18 жовтня 2019 року, Летиція супроводжувала свою доньку Леонор на врученні нагород Принцеси Астурійської, вперше для юної принцеси. На цьому заході спадкоємиця престолу виголосила свою першу публічну промову.
У контексті COVID-19 королю Феліпе довелося кілька разів ізолюватися на карантин через позитивний результат тесту на коронавірус у період між 2020 і 2022 роками. Поки він був ізольований, королева заміняла його в тих заходах, на які вона була уповноважена конституцією (вручення нагород, обіди, інавгурація заходів тощо), але не в тих заходах, які тісно пов’язані з конституційними обов’язками (наприклад, робоча зустріч із президентом Боснії та Герцеговини Желько Комшичем у 2022 році, яку довелося відкласти).
На церемонії вручення нагород Rey Jaime I у Валенсії 2020 року королева Летиція вручила переможцям золоті медалі та виголосила коротку промову, в якій відзначила «талант, зусилля та щедрість» переможців.

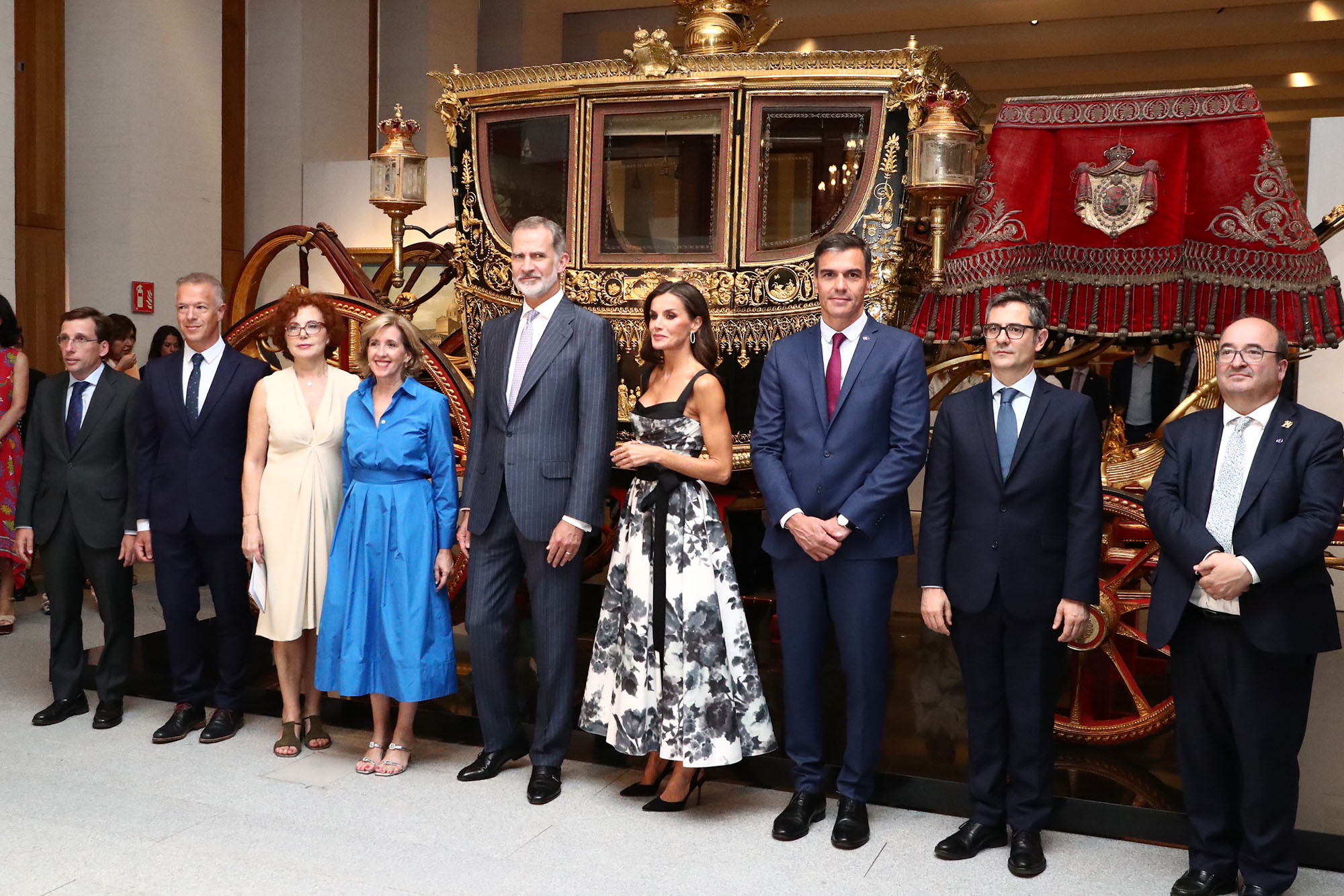
Король і королева разом з іншими представниками влади під час церемонії відкриття Галереї королівських колекцій 25 липня 2023 року.

Після одномісячної затримки, щоб уникнути втручання у виборчу кампанію загальних виборів 2023 року, 25 липня 2023 року Король і Королева урочисто відкрили Галерею Королівських колекцій, новий музей, спонсорований Patrimonio Nacional, урядовою агенцією, яка охороняє Коронні активи.
17 серпня 2023 року король Феліп та королева Летиція разом із інфантою Софією супроводжували принцесу Леонор до загальновійськової академії, щоб розпочати трирічну військову підготовку. Леонор використовувала прізвища свого батька та матері «Бурбон Ортіс».
Наприкінці серпня 2023 року вона поїхала зі своєю молодшою донькою Софією до Австралії, щоб побачити фінал Чемпіонату світу з футболу серед жінок 2023 року між Іспанією та Англією. Королева доставила трофей чемпіонам світу, Іспанії, і святкувала з ними на полі. Побічно це викликало критику на адресу британської королівської родини за їх відсутність на заході.

## Звання та відзнаки

Королівська монограма королеви Летиції

21 травня 2004 року, за день до одруження з Феліпом, Летиція була нагороджена Великим хрестом Дами Королівського та видатного ордена Карла III. Відтоді Летиція отримувала різні визнання та нагороди від іноземних держав та інші іспанські почесті.
Після одруження до вступу її чоловіка на престол у 2014 році Летицію називали «Її Королівською Високістю Принцесою Астурійською», а з того часу - «Її Величність Королева».

## Герб

Герб королеви Летиції

Герб королеви Летиції був прийнятий у 2014 році на основі дизайну, створеного для неї Астурійською академією геральдики та генеалогії (Academia Asturiana de Heráldica y Genealogía) у травні 2004 року та затвердженого Вісенте де Каденас у Вісент, Кроніста Рей де Армас. Це був герб принцеси Астурійської. Оновлення 2014 року підтвердив Дон Альфонсо Себальос-Ескалера-і-Гіль, Хронік Гербів Кастилії та Леону.
Герб королеви не має офіційного статусу, оскільки в Іспанії королівським указом визнаються лише герби короля, почесного короля Хуана Карлоса та принца Астурійського.
Корона королеви-консорта (арки корони змінювалися залежно від консорта).

Персональний штандарт королеви Летиції

У центрі герба золотий гранат, обтягнутий золотою насічкою, підтримуваний, виліплений і облямований двома золотими листками (Гранада); внизу лазурова облямівка, три золоті конвалії (Бурбон-Анжу); II, на чверть 1-й і 3-й лазурові, восьмипроменева зірка, обтягнута золотою насічкою і золотою облямівкою (Ортіс); 2-й і 3-й золоті троянда, обтягнута золотою насічкою і золотою насічкою (Рокасолано).
Персональний герб королеви Летиції має герб її чоловіка праворуч (ліворуч від глядача) з її родинними гербами - 1-а і 4-а чверті - герб її батька Хесуса Ортіса; 2-а і 3-я чверті - герб її діда по материнській лінії Франциско Рокасолано.
На гербі Великий хрест ордена Карла III зі стрічкою.
Особистий королівський штандарт королеви - штандарт іспанського монарха (малиновий квадратний прапор), облямований основними кольорами герба її сім'ї (синім та жовтим) та обтяжений її особистим гербом.

## Королева Летиція та Україна
3 березня 2022 року, під час російського вторгнення в Україну, в мережі поширилось фото королеви у вишиванці, яку вона одягла на знак підтримки України.
28 квітня 2022 року у одній із поставок озброєння Україні для ведення бойових дій від Іспанії в ящиках серед гранатометів були заховані кільця іспанської ковбаси. Як повідомив Антон Геращенко у своєму телеграм-каналі, в інструкціях до «посилок» також знаходились листи від Королеви Іспанії з словами: «Хочу перемоги. З любов'ю, Летиція».